# We're New Here
We're New Here är ett remixalbum av spoken word-artisten Gil Scott-Heron och musikproducenten Jamie "xx" Smith som utgavs 21 februari 2011.

## Spårlista
| Nr  | Titel                      | Kompositör                                      | Längd |
| --- | -------------------------- | ----------------------------------------------- | ----- |
| 1.  | I'm New Here               | Bill Callahan, Jimmy Roach, Jamie Smith         | 3:26  |
| 2.  | Home                       | Gil Scott-Heron, Smith                          | 3:11  |
| 3.  | I've Been Me (Interlude)   | Scott-Heron                                     | 0:27  |
| 4.  | Running                    | Scott-Heron, Smith                              | 3:31  |
| 5.  | My Cloud                   | Scott-Heron, Smith                              | 4:27  |
| 6.  | Certain Things (Interlude) | Scott-Heron, Giuliano Sorgini                   | 0:09  |
| 7.  | The Crutch                 | Bob Halley, Ben Raleigh, Scott-Heron, Smith     | 3:09  |
| 8.  | Ur Soul and Mine           | Rui da Silva, Cassandra Fox, Scott-Heron, Smith | 4:17  |
| 9.  | Parents (Interlude)        | Bernard Purdie, Scott-Heron                     | 0:28  |
| 10. | Piano Player               | Scott-Heron, Smith                              | 1:16  |
| 11. | NY Is Killing Me           | Scott-Heron, Smith                              | 5:43  |
| 12. | Jazz (Interlude)           | Scott-Heron, Paul Simon, Smith                  | 0:49  |
| 13. | I'll Take Care of U        | Brook Benton, Smith                             | 4:42  |